# Flugsteig

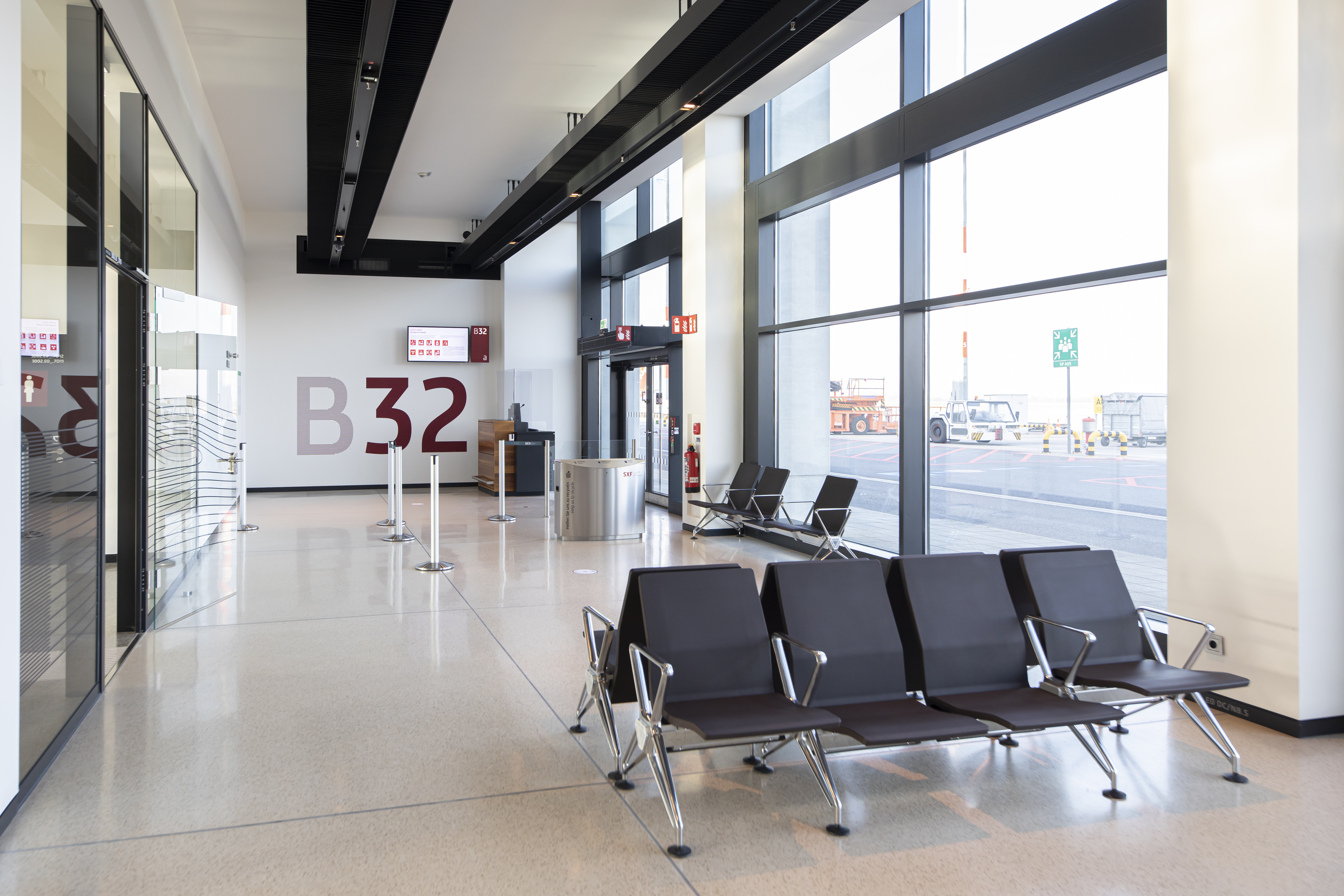
Der Flugsteig B32 auf dem Flughafen Berlin-Brandenburg

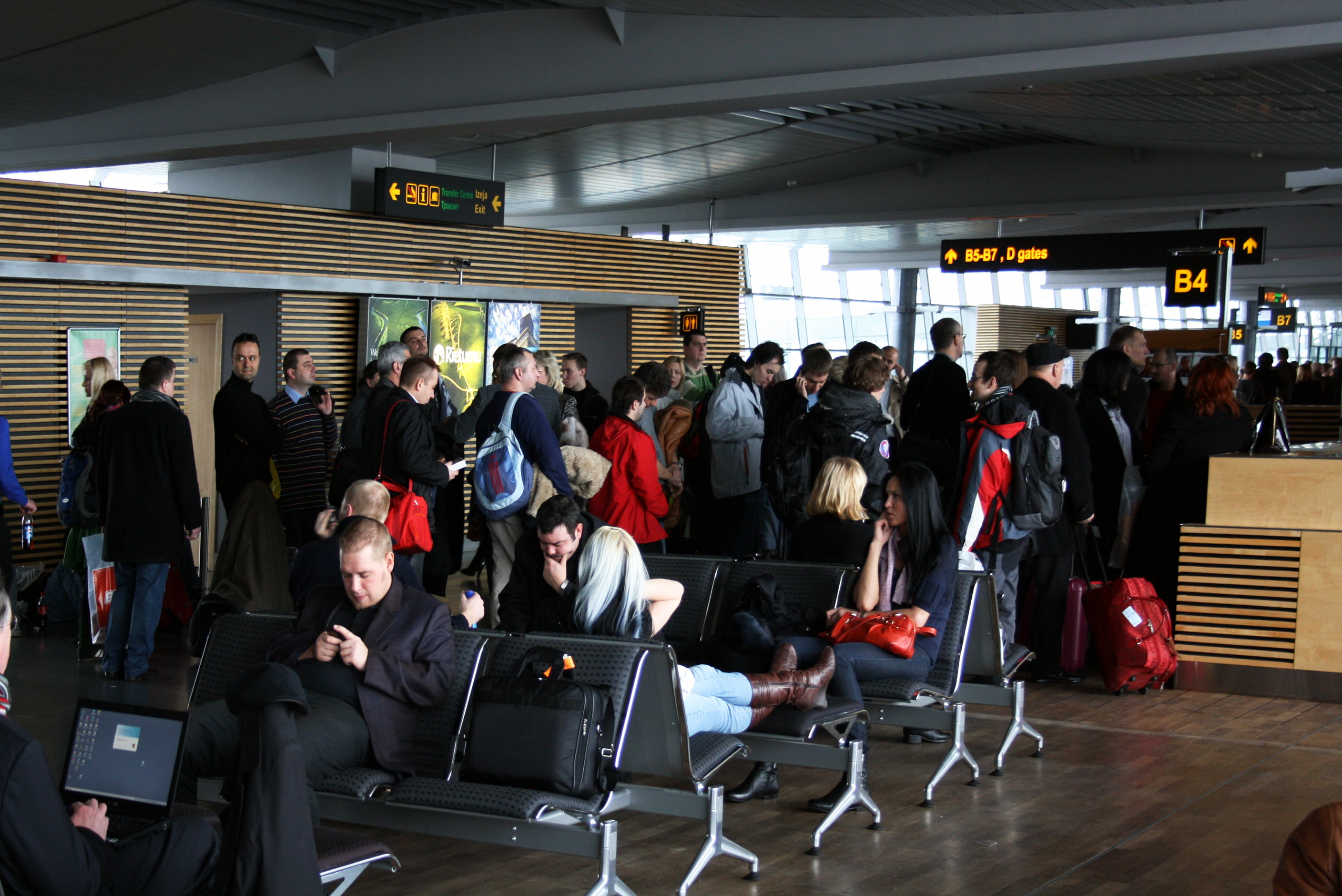
Der Flugsteig B4 auf dem Flughafen Riga

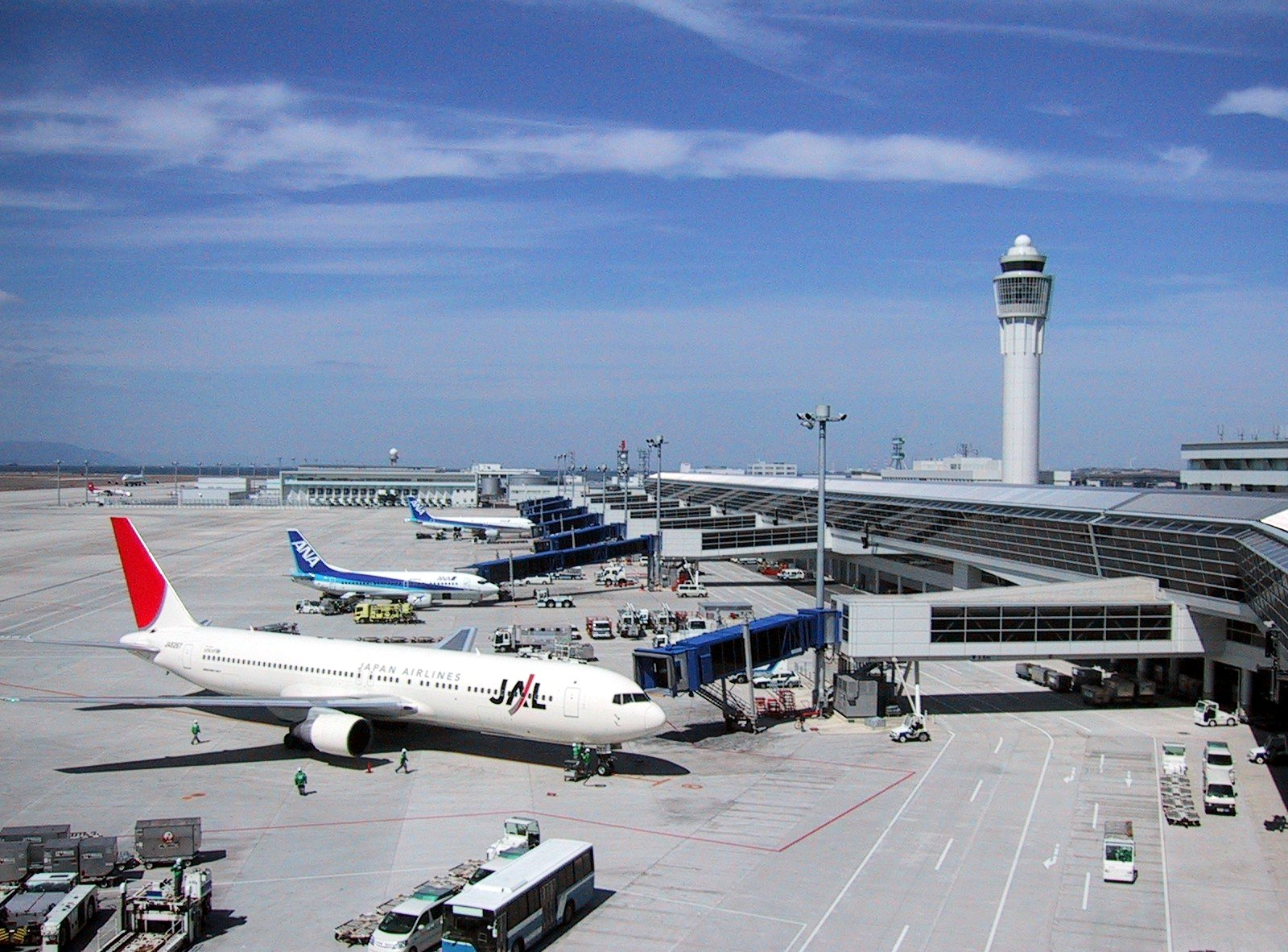
Außenansicht mehrerer Flugsteige mit Fluggastbrücken auf dem Flughafen Nagoya

Flugsteig (teilweise auch Ausgang, früher auch Durchgang), häufig englisch Gate, bezeichnet den Bereich auf Verkehrsflughäfen, über den die Passagiere nach Check-in und Sicherheitskontrolle vom Abfertigungsgebäude zum Flugzeug beziehungsweise direkt in das Flugzeug gelangen. Die einzelnen Flugsteige besitzen meist einen vorgelagerten Wartebereich und sind in der Regel mit Zahlen- und Buchstabenkombinationen benannt, beispielsweise Flugsteig/Ausgang/Gate B03. Gelegentlich werden auch die Gebäude(teile), in denen sich mehrere Ausgänge befinden, zusammenfassend als Flugsteig (dann engl. Concourse) bezeichnet.
Inzwischen gibt es Gates auch an einigen modernen Bahnhöfen – ein Beispiel dafür sind alle Haltestellen der China-Railway-High-speed-Züge. Dabei warten die Passagiere in vom Bahnsteig getrennten Hallen, um dann – wie am Flughafen – kurz vor der Abfahrt über eine Fahrkarten-Schleuse zum Zug zu gelangen.

## Prozedur
Nach Betreten des jeweiligen Terminals geben die Passagiere am Check-in-Schalter ihrer Fluggesellschaft unter Vorlage der Personaldokumente sowie ggfs. ihres Flugtickets das Gepäck auf. Sie erhalten dann ihre Bordkarte mit Sitzplatz- und Flugsteignummer sowie den Nachweis über das aufgegebene Gepäck. Die Flugsteige sind je nach vorgesehener Nutzung mit oder ohne Sicherheits- und Ausweiskontrollen ausgerüstet. Die Fluggäste können in einem Wartebereich am Flugsteig auf ihren Abflug warten und bei internationalen Flügen zollfrei (engl. duty-free ) einkaufen. Am Ausgang findet nach dem Aufruf zum Boarding (dtsch. Einstieg in das Flugzeug) die Kontrolle der Bordkarten statt. Dadurch wird sichergestellt, dass Fluggast und Gepäck den richtigen Flug antreten.
Die Passagiere gelangen dann auf dreierlei Arten zum Flugzeug:
- Wird ein Flugzeug direkt am Terminalgebäude abgestellt, kann es mit einem beweglichen Arm (Fluggastbrücke oder kurz Finger) mit dem Terminal verbunden werden. Durch diesen Durchgang gelangen die Fluggäste direkt vom Wartebereich in ihr Flugzeug sowie umgekehrt nach der Ankunft vom Flugzeug in den Ankunftsbereich bzw. die Gepäckausgabe. Der Finger wird nach dem Parken von einem Operator mit Hilfe einer hydraulischen Steuerung an die vordere Tür des Flugzeuges bewegt. Größere Flughäfen besitzen an einem Flugsteig auch mehrere Finger, die es bei Großraumflugzeugen ermöglichen, dass Passagiere das Flugzeug gleichzeitig durch mehrere Türen besteigen.
- Bei der zweiten Variante besteht der Ausgang aus einfachen Türen, die sich zum Vorfeld hin öffnen. Flugpassagiere gelangen durch diese Türen zu einem Vorfeldbus, der sie zum Flugzeug bringt. Hierdurch wird vermieden, dass die Passagiere sich zu Fuß über das Vorfeld zu ihrem Flugzeug begeben, das unter Umständen einige hundert Meter vom Terminalgebäude entfernt abgestellt ist. In diesem Falle besteigen die Fluggäste das Flugzeug über flugzeugeigene oder herangefahrene Treppen (engl. gangway).
- Insbesondere an kleinen Flughäfen und bei Billigfliegern kommt es auch vor, dass die Fluggäste vom Flugsteig aus zu Fuß – üblicherweise über einen abgesperrten Weg – zum Flugzeug gehen. Dadurch spart die Fluggesellschaft die Gebühren für Fluggastbrücke und Bus.